# Protodrilus hatscheki
Protodrilus hatscheki är en ringmaskart som beskrevs av Pierantoni 1908. Protodrilus hatscheki ingår i släktet Protodrilus och familjen Protodrilidae. Arten är reproducerande i Sverige. Inga underarter finns listade i Catalogue of Life.